# 村井長在
村井 長在（むらい ながあきら、天保7年（1836年） - 明治26年（1893年）7月21日）は、加賀藩年寄。加賀八家村井家第11代当主。
子に村井又六。通称は雄次郎。明治維新後は恒と名乗った。本姓は平氏（桓武平氏）。家紋は「丸ノ内上羽蝶」。

## 生涯
天保7年（1836年）、加賀藩士前田孝保の次男として生まれる。生家の前田家は加賀八家前田対馬守家第4代前田孝貞の次男孝和に始まる分家である。天保13年（1842年）、加賀藩年寄村井長貞の末期養子として家督と知行1万6500石を相続する。年寄として藩主前田斉泰、慶寧に仕えた。慶応4年（1868年）藩主慶寧の命で幕府への援軍として藩兵を率いて上洛中に、鳥羽・伏見の戦いで幕軍が敗れた報を受けて帰藩する。明治元年（1868年）、加賀藩執政となる。明治26年（1893年）7月21日没。享年58。明治33年（1900年）孫の長八郎が男爵に叙され華族となった。